# Tjornaja Natapa
Tjornaja Natapa (vitryska: Чорная Натапа) är ett vattendrag i Belarus.   Det ligger i voblasten Mahiljoŭs voblast, i den östra delen av landet, 280 km öster om huvudstaden Minsk.
Omgivningarna runt Tjornaja Natapa är en mosaik av jordbruksmark och naturlig växtlighet. Runt Tjornaja Natapa är det glesbefolkat, med 14 invånare per kvadratkilometer.